# Ewangelos Mandzios
Ewangelos (Wangelis) Mandzios (grc. Βαγγέλης Μάντζιος, ur. 22 kwietnia 1983 w Atenach) – grecki piłkarz występujący na pozycji napastnika, w sezonie 2012/2013 zawodnik azerskiego klubu Bakı FK.